# Благословение (фильм)
«Благословение» (англ. Benediction) — биографическая драма режиссёра Теренса Дэвиса. Картина рассказывает о жизни английского поэта Зигфрида Сассуна. В главных ролях задействованы Джек Лауден и Питер Капальди. Также в фильме сыграли Саймон Расселл Бил, Джереми Ирвин, Кейт Филлипс, Джемма Джонс и Бен Дэниелс. Премьера ленты в кино в Великобритании прошла 20 мая 2022 года. Выход фильма в США состоялся 3 июня 2022 года.

## Сюжет
История жизни Зигфрида Сассуна, английского писателя и поэта. Будучи награждённым за отвагу, проявленную в сражениях на Западном фронте Первой мировой войны, он вернулся на родину, яро выступая против военных действий с помощью своего поэтического таланта.

## В ролях
| Актёр              | Роль                         |
| ------------------ | ---------------------------- |
| Джек Лауден        | молодой Зигфрид Сассун       |
| Питер Капальди     | взрослый Зигфрид Сассун      |
| Саймон Расселл Бил | Робби Росс                   |
| Джереми Ирвин      | Айвор Новелло                |
| Кейт Филлипс       | молодая Эстер Гатти          |
| Джемма Джонс       | взрослая Эстер Гатти         |
| Бен Дэниелс        | доктор Риверс                |
| Кэлам Линч         | молодой Стивен Теннант       |
| Антон Лессер       | взрослый Стивен Теннант      |
| Том Блайт          | Глен Байам Шоу               |
| Мэттью Теннисон    | Уилфред Оуэн                 |
| Джеральдин Джеймс  | Тереза Торникрофт            |
| Ричард Гулдинг     | Джордж Сассун                |
| Лия Уильямс        | Эдит Ситуэлл                 |
| Сюзанна Бертиш     | Оттолайн Моррелл             |
| Джулиан Сэндс      | начальник медицинской службы |
| Джуд Акувудике     | священник                    |

## Производство
О производстве фильма под руководством Теренса Дэвиса было объявлено в январе 2020 года, когда на главную роль в картине был выбран Джек Лауден. В марте к проекту присоединился Питер Капальди. В ноябре стало известно об участии таких актёров, как Саймон Расселл Бил, Джеральдин Джеймс, Кейт Филлипс, Джемма Джонс, Антон Лессер, Джереми Ирвин, Бен Дэниелс, Лия Уильямс, Джуд Акувудике, Сюзанна Бертиш, Кэлам Линч и Том Блайт.
Съёмочный период фильма должен был начаться в марте 2020 года, однако был отложен из-за пандемии COVID-19. Вместо этого съёмки стартовали 8 сентября 2020 года. Часть из них прошла в городе Ройал-Лемингтон-Спа. Съёмочный процесс занял семь недель, завершившись 22 октября 2020 года.

## Показ
Мировая премьера фильма состоялась 12 сентября 2021 года в рамках 46-го кинофестиваля в Торонто. Выход фильма в кинопрокат в Великобритании состоялся 20 мая 2022 года. Показ в США стартовал с 3 июня 2022 года.

## Критика
Фильм получил положительные отзывы от кинокритиков. На агрегаторе Rotten Tomatoes рейтинг киноленты составляет 93 % со средней оценкой 7,7 из 10 на основе 149 рецензий. На сайте Metacritic фильм набрал 81 балл из 100 на основе 32 обзоров.